# Juan Geómetra
Juan Geómetra o el Geómetra, también llamado Juan Kyriotas, en griego original Ίωάννης Γεωμέτρης o Κυριώτης (c. 935-c. 1000) fue un escritor y poeta bizantino cuya producción se extendió por los reinados de Nicéforo II (963–969), Juan I Tzimisces (969–976) y los primeros años de Basilio II (976–1025).

## Biografía
Los pocos datos que se han reunido sobre él se han extraído casi todos de su propia obra y a veces son de difícil interpretación. Era el hijo pequeño de los dos que tuvo una familia eminente cuyo padre era un tal Teodoro, alto funcionario de la corte imperial. Recibió una óptima educación, que agradeció en tres de sus poemas dedicados a su maestro Nicéforo, al que admiraba sinceramente. Este personaje se cree era Nicéforo Erótico, profesor de geometría en la escuela imperial fundada por Constantino VII Porfirogéneta. Quizá por ello le dieron el sobrenombre por el que es conocido, aunque nunca que sepamos ejerció ese oficio. Tampoco consta en Bizancio tan singular apellido, que aparece solo por vez primera en Juan Doxopatres o Doxapatres (rétor del siglo XI), un admirador de los tratados de Juan Geómetra. Sea como fuere, su trabajo no atestigua interés particular por la geometría o la agrimensura, sino sobre todo una gran formación como retórico y teólogo, y algo menos como filósofo.
Comenzó a hacer versos bajo el imperio de Constantino VII antes de 959, pues se jacta en un poema de haber tenido éxito como poeta a los dieciocho años, pero no solo fue literato, sino que también siguió la carrera militar, aunque no sabemos más detalles sobre esta segunda dedicación. En dos lemas del manuscrito de la Biblioteca bodleiana de Oxford Barocc. 25 (siglo XIV.°), se le llama protospatario, título que se reservaba a ciertos altos funcionarios de la corte y el ejército, por ejemplo los oficiales de la Guardia Imperial; pero hoy es imposible verificar esta información.
Su carrera tuvo que prosperar durante el emperador Nicéforo II, ya que lo elogió siete veces. Y como por otro lado habla mucho menos sobre su asesino y sucesor Juan I Tzimisces y se muestra más tibio al respecto, cabe pensar que no tanto después. Siguió escribiendo bajo la regencia del eunuco Basilio Lecapeno, el Parakoimomenos, esto es, miembro de la guardia personal (976-985) y, según Mark Lauxtermann, dos poemas deben interpretarse como un elogio velado del Regente, al que comparan con un verdadero emperador. Su obra ofrece por otra parte muchas alusiones a conflictos contemporáneos: contra los búlgaros y los rus, por ejemplo, así como referencias a las rebeliones de Bardas Esclero y Bardas Focas. Usó tanto el verso como la prosa. El género que más cultivó fue el epigrama, incluida una colección sobre monasticismo llamada Παράδεισος / "Paraíso", himnos marianos, el encomio de un roble y diversos tratados en prosa sobre retórica, oratoria y exégesis bíblica.
En cierto momento fue despedido por un "faraón malvado", y se sintió muy amargado. Es cierto que escribió que existían insidias contra él por sus habilidades intelectuales y militares; pero F. Scheidweiler cree que la persona responsable de su caída en desgracia fue Juan I Tzimisces, después de que este asesinara a Nicéforo en 969. Lauxtermann dice que fue Basilio II cuando destituyó a Basilio Lecapeno en 985, ya que este emperador procedió luego a purgas entre las familias aristocráticas.
Tras su renuncia se convirtió probablemente en monje en el monasterio Τὰ Κύρου de Constantinopla, de ahí su segundo apodo Κυριώτης. Este monasterio estaba dedicado a la Santísima Virgen, en cuyo honor compuso dieciséis epigramas, cinco himnos y un ciclo de homilías. Probablemente falleció en este monasterio.

## Obras
Es conocido sobre todo por su poesía: epigramas en hexámetros, dísticos elegíacos o dodecasílabos, de los cuales los editores modernos le han atribuido 338. Se le deben también cinco himnos a la Virgen, cuatro de ellos en dísticos elegíacos y el restante en hexámetros; un elogio de San Pantaleón en 1042 dodecasílabos; el citado Paraíso (Παράδεισος), al que siguen 99 tetrásticos que parafrasean los Apophthegmata Patrum; la Paráfrasis de las odas, que reformula en 470 dodecasílabos nueve perícopas bíblicas (Ex. 15: 1-19; Deut. 32: 1-43; 1 Re. 2: 1-10; Hab. 3: 2-19; Is. 26: 9-19; Jon. 2: 3-10; Dan. 3: 26-56; Dan. 3: 57-90; Luc. 1: 46-55, 68-79).
La obra en prosa comprende: un ciclo de homilías sobre festividades marianas titulado Vida de la Santa Virgen (Sobre la Anunciación, Sobre la Dormición, etc.); una homilía sobre el testimonio de Cristo; un Elogio de Gregorio Nacianceno; unos comentarios sobre cuatro homilías de Gregorio Nacianceno y escolios sobre el Evangelio de Lucas. Es preciso también citar por otra parte unos ejercicios retóricos en prosa o progymnásmata (προγυμνάσματα), por ejemplo un Elogio de la manzana, y dos tratados de retórica sobre Hermógenes de Tarso y Aftonio de Antioquía.

## Ediciones
Sus obras se editaron con poco rigor y muchos errores en 1841 por J. A. Cramer; escogió sin embargo el manuscrito más completo (Paris, suppl. gr. 352, del siglo XIII). De esta versión viene la de la Patrologia Graeca (CVI) de Migne. La edición más autorizada es una moderna de 2008 por Émilie Marlène van Opstall, revisada y con traducción al francés.